# معادلة ستيفان
لمعرفة معادلات لعلماء آخرين، راجع قانون ستيفان الخاص بالطاقة المنبعثة من الجسم الأسود ومعادلة ستيفان الخاصة بالحصول على طاقة معينة للسطح.
في علم الجليد والهندسة المدنية، تصف معادلة ستيفان (أو صيغة ستيفان) اعتماد كثافة الغطاء الجليدي على درجة الحرارة السابقة. وبشكل خاص، تشير هذه المعادلة إلى أن تراكم الجليد المتوقع يتناسب مع الجذر التربيعي لعدد الأيام التي تكون درجة الحراة فيها دون التجمد. وسميت هذه المعادلة باسم الفيزيائي السلوفيني جوزيف ستيفان.